# Gomphandra mollis
Gomphandra mollis ist eine Pflanzenart aus der Familie der Stemonuraceae aus Zentralchina und Vietnam.

## Beschreibung
Gomphandra mollis wächst als immergrüner Strauch oder Baum bis über 7 Meter hoch. Die Zweige sind mehr oder weniger behaart.
Die wechselständigen Laubblätter sind kurz gestielt. Der kurze Blattstiel ist behaart. Die Blätter sind bis über 25 Zentimeter lang, leicht ledrig, ganzrandig, elliptisch bis verkehrt-eiförmig und spitz bis zugespitzt oder bespitzt, oberseits fast kahl und unterseits gelblich behaart. Der Blattrand ist leicht umgebogen.
Gomphandra mollis ist zweihäusig diözisch. Es werden kurze, blattgegen- oder endständige und zymöse, behaarte Blütenstände gebildet. Die männlichen sind reichblütiger und größer. Die kleinen, funktionell eingeschlechtlichen Blüten sind meist fünfzählig mit doppelter Blütenhülle. Der becherförmige Kelch ist nur minimal ausgebildet und gestutzt bis gezähnelt. Die Kronblätter sind röhrig verwachsen mit kurzen Zipfeln. Die grün-weißen, männlichen, kurz gestielten bis sitzenden Blüten besitzen kurze, oberseits zottig behaarte Staubblätter und einen Pistillode. Die kurz gestielten, grün-gelblichen, weiblichen einen oberständigen, einkammerigen Fruchtknoten mit sitzender Narbe und behaarte Staminodien. Es ist ein wohl Diskus in den männlichen Blüten vorhanden, in den weiblichen fehlt er.
Es werden kleine, ellipsoide und weißliche, dünnfleischige, einsamige, bis zu 2 Zentimeter lange Steinfrüchte mit beständigem Kelch und Narbenresten gebildet. Der Steinkern ist rippig (inneres Meso- oder Endokarp).

## Verwendung
Die Wurzeln werden medizinisch genutzt.